# Nyim
Nyim község Somogy vármegyében, a Siófoki járásban, Siófoktól kb. 12 kilométerre délre.

## Fekvése
Magas dombokkal és erdővel körülvett, nyugodt kis falu, mely amellett, hogy elzárt helyen fekszik, nincs messze a forgalmas és központszerű Siófoktól sem, népessége pedig lassan, de folyamatosan növekszik. Itt található hazánk egyik legrégibb Árpád-kori rom-maradványa, a Kási vár.
A szomszédos települések: észak felől Ságvár, északkelet felől Ádánd, délkelet felől Som, dél felől Bábonymegyer, délnyugat felől pedig Torvaj.
Zsáktelepülés, közúton csak egy irányból közelíthető meg, a 65-ös főútról Ságvár déli határában letérve, a 65 140-es számú mellékúton. Vasútvonal nem érinti.

## Története
Nevét először III. Béla királytól a székesfehérvári János lovagok részére kiállított megerősítő levele említette, majd egy 1229-ben kelt oklevél a székesfehérvári káptalan itteni földjeire utal, egy 1269-ben kelt okiratban pedig a királyi udvarnokok és pincemesterek szerepelnek, mint itt birtokosok. Az 1332-1337. évi pápai tizedjegyzékből tudjuk, hogy ekkor már saját plébániája volt. 1428-ban Zsigmond király Rozgonyi Istvánnénak adományozta Nyimet. A Rozgonyi család tagjai birtokukba is vették, azonban ez nem ment egyszerűen, mert a János lovagok 1431-ben fenntartották korábban szerzett jogaikat a helységre. 1443-ban már valóban a Rozgonyiak birtokában volt, azonban 1460-ban már Ugron Imre a tulajdonos, 1506-ban pedig Perneszi Imre nyert királyi jóváhagyást itteni birtokaira.
Az 1536. évi adólajstrom szerint Ispán Mihály, Perneszi Egyed, István özvegye, és Ugron Bernát voltak Nyim földesurai. Egy 1701-1703 körül készült összeírás szerint pedig Vörös János özvegye, majd 1726-ban a Lengyel és a Mérey családok, 1733 és 1767 között, majd a 19. század elejétől a 20. század elejéig ismét több birtokosa volt, köztük utoljára bálványosi Satzger Pál és Hetyey Jánosné is nagyobb birtokos volt itt.  
A községhez tartozott még az 1910 körüli években is Kási-puszta, melynek helyén a középkorban Kács falu feküdt.

## Kási-puszta
Kácsról 1229-ből maradt fenn az első adat, ekkor a székesfehérvári káptalan birtoka volt, később pedig a Csák nemzetség dudari ágáé. A Csák nemzetségből származó Simon fia Mihály fia István utód nélküli halála után, 1302. február 18-án, a székesfehérvári káptalan előtt végbement osztozkodáskor, három részre osztották. Az egyik részét Herbon comes négy fia: Csák, Benedek, János és László, a másikat Móricz fiai: Sándor comes és Konrád comes, a harmadikat Gyárfás és Aladár nyerték. Herbon comes fiai, hogy itteni részüket megnagyobbítsák, csákberényi és a vajai részüket átengedték Móric fiainak, a Mihály fia Istvántól maradt kási birtok másik harmadáért. Káson azonban 1424-ben még a Csák nemzetség vérteskereszturi vagy vértesszentkereszti apátsága, az óbudai káptalan és a székesfehérvári káptalan is birtokos volt. 1460-ban Kás felerésze Torvei Ugron Imre birtoka lett. Az 1332-1337. évi pápai tizedjegyzék szerint Kás-nak már ekkor volt plébániája is. Az 1701-1703. évi összeírás viszont már csak mint pusztát említette és ekkor Vörös János özvegyének birtokaként volt írva. Ettől az időtől kezdve Nyim sorsában osztozott.

## Közélete
A rendszerváltás előtti bő egy évtizedben 1979-1990 között Nyim a szomszédos községekkel, Sommal, Nagyberénnyel és Ságvárral alkotott közös tanácsot, melynek székhelye Ságváron volt. A közös tanács elnöke 1984-től Szigeti József volt.

### Polgármesterei
| 1990–'94    | 1994–'98    | 1998–'02    | 2002–'06    | 2006–'10    | 2010–'14       | 2014–'19     | 2019–'24     | 2024–        |
| ----------- | ----------- | ----------- | ----------- | ----------- | -------------- | ------------ | ------------ | ------------ |
| Kajdi Tibor | Kajdi Tibor | Kajdi Tibor | Kajdi Tibor | Kajdi Tibor | Nikovics Tibor | Pistár Péter | Pistár Péter | Pistár Péter |
|             |             |             |             |             |                |              |              |              |
| –           | –           | –           | –           | –           | –              | –            | –            | –            |
|             |             |             |             |             |                |              |              |              |

A rendszerváltást követő két évtizedben Kajdi Tibor töltötte be a község vezetői tisztségét. 2010-ben azonban már nem jelöltette magát, az utódlási verseny pedig igen szorosra sikerült, a három induló jelölt között mindössze 2-2 szavazatnyi különbségek döntöttek a helyezésekről. Ekkor Nikovics Tibor kapta a legtöbb támogatást. Ő maga nem indult négy évvel később, viszont a vetélytársai újból versenybe szálltak, ebből pedig Pistár Péter jött ki győztesen és azóta is ő a falu első embere.
| A polgármester-választások főbb adatai | A polgármester-választások főbb adatai | A polgármester-választások főbb adatai | A polgármester-választások főbb adatai | A polgármester-választások főbb adatai | A polgármester-választások főbb adatai | A polgármester-választások főbb adatai | A polgármester-választások főbb adatai | A polgármester-választások főbb adatai | A polgármester-választások főbb adatai |
| Év                                     | Év                                     | Jelöltek száma                         | Részvétel                              | Megválasztott polgármester             | Megválasztott polgármester             | Megválasztott polgármester             | Szavazat                               | Szavazat                               | Forrás                                 |
| Év                                     | Év                                     | Jelöltek száma                         | Részvétel                              | név                                    | szervezet                              | szervezet                              | db                                     | érv.%                                  | Forrás                                 |
| -------------------------------------- | -------------------------------------- | -------------------------------------- | -------------------------------------- | -------------------------------------- | -------------------------------------- | -------------------------------------- | -------------------------------------- | -------------------------------------- | -------------------------------------- |
| 1990                                   | 1990                                   | (nincs adat)                           | (nincs adat)                           | Kajdi Tibor                            |                                        | –                                      | (nincs adat)                           | (nincs adat)                           | [ 7 ]                                  |
| 1994                                   | 1994                                   | 2                                      | 55%                                    | Kajdi Tibor                            |                                        | –                                      | 100                                    | 78%                                    | [ 8 ]                                  |
| 1998                                   | 1998                                   | 2                                      | 67%                                    | Kajdi Tibor                            |                                        | –                                      | 126                                    | 78%                                    | [ 9 ]                                  |
| 2002                                   | 2002                                   | 1                                      | 50%                                    | Kajdi Tibor                            |                                        | –                                      | 121                                    | 100%                                   | [ 10 ]                                 |
| 2006                                   | 2006                                   | 2                                      | 66%                                    | Kajdi Tibor                            |                                        | –                                      | 84                                     | 51%                                    | [ 11 ]                                 |
| 2010                                   | 2010                                   | 3                                      | 66%                                    | Nikovics Tibor                         |                                        | –                                      | 58                                     | 35%                                    | [ 5 ]                                  |
| 2014                                   | 2014                                   | 2                                      | 61%                                    | Pistár Péter                           |                                        | –                                      | 98                                     | 63%                                    | [ 12 ]                                 |
| 2019                                   | 2019                                   | 1                                      | 46%                                    | Pistár Péter                           |                                        | –                                      | 123                                    | 100%                                   | [ 13 ]                                 |
| 2019                                   | 2019                                   | 2                                      | 55,88%                                 | Pistár Péter                           |                                        | –                                      | 139                                    | 92,05%                                 | [ 1 ]                                  |

## Népesség
A település népességének változása:
| Lakosok száma | 270  | 264  | 289  | 311  | 321  | 311  | 321  |
|               | 2013 | 2014 | 2015 | 2021 | 2022 | 2023 | 2024 |

A 2011-es népszámlálás során a lakosok 86,4%-a magyarnak, 0,7% cigánynak, 0,7% németnek mondta magát (13,3% nem nyilatkozott; a kettős identitások miatt a végösszeg nagyobb lehet 100%-nál). A vallási megoszlás a következő volt: római katolikus 55,9%, református 15,7%, görögkatolikus 2,4%, felekezet nélküli 4,8% (21% nem nyilatkozott).
2022-ben a lakosság 80,4%-a vallotta magát magyarnak, 0,6% bolgárnak, 0,3% németnek, 0,3% horvátnak, 2,5% egyéb, nem hazai nemzetiségűnek (19% nem nyilatkozott; a kettős identitások miatt a végösszeg nagyobb lehet 100%-nál). Vallásuk szerint 33,3% volt római katolikus, 7,5% református, 1,6% görög katolikus, 0,6% evangélikus, 1,6% egyéb keresztény, 0,9% egyéb katolikus, 9,7% felekezeten kívüli (43% nem válaszolt).

## Nevezetességei
- Kási vár (földvár). A várhoz egykor falu is tartozott (Kás falu). A vár – amely hazánk egyik legjelentősebb, elpusztult Árpád-kori vármaradványa – a Csák nemzetségnek lehetett birtokközpontja. Az építmény ovális alaprajzú, belső területe lapos, kívülről igen meredek oldalfal fogja körbe mély árkokkal.
- Kásipusztai kúria[16]

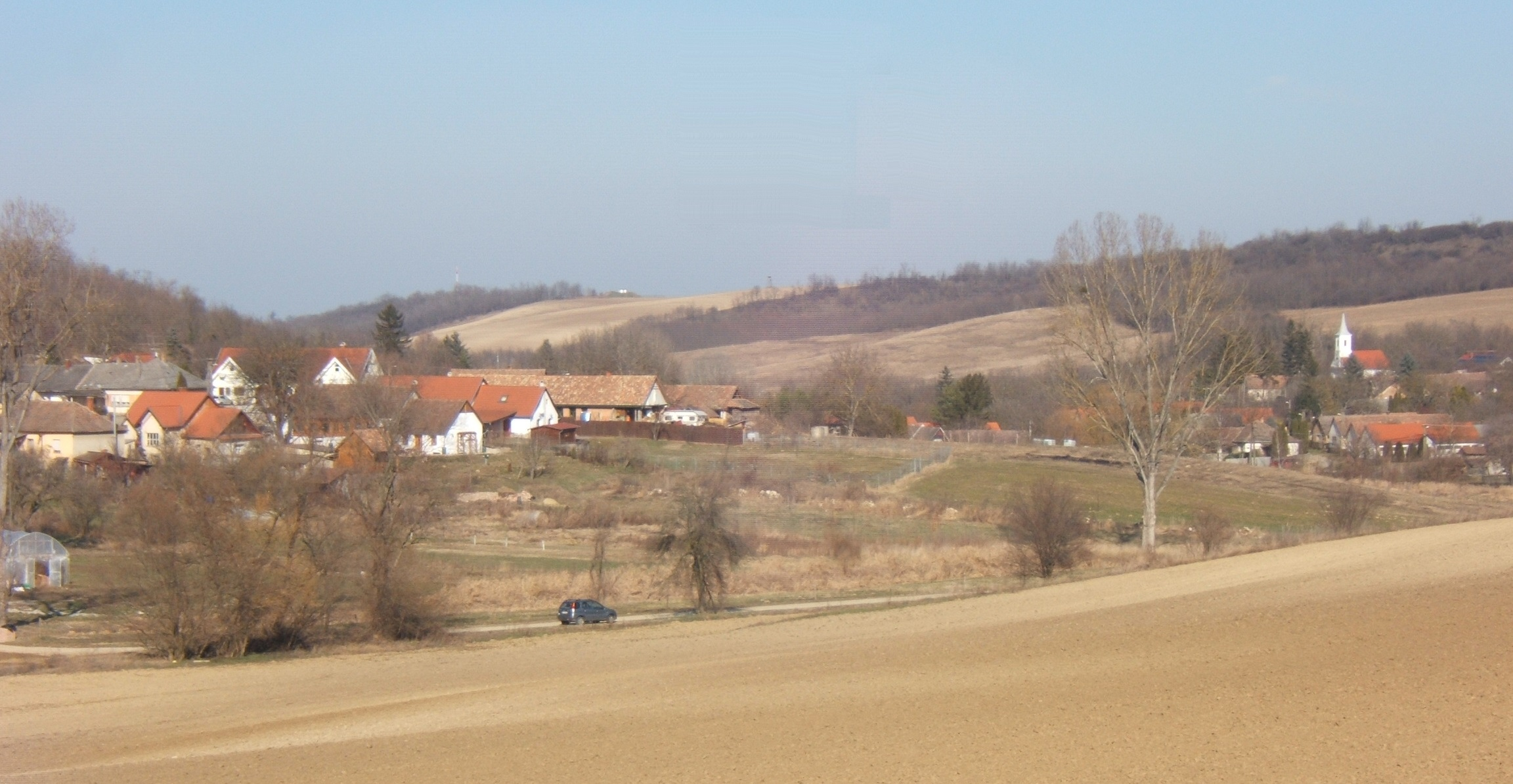
Nyim látképe
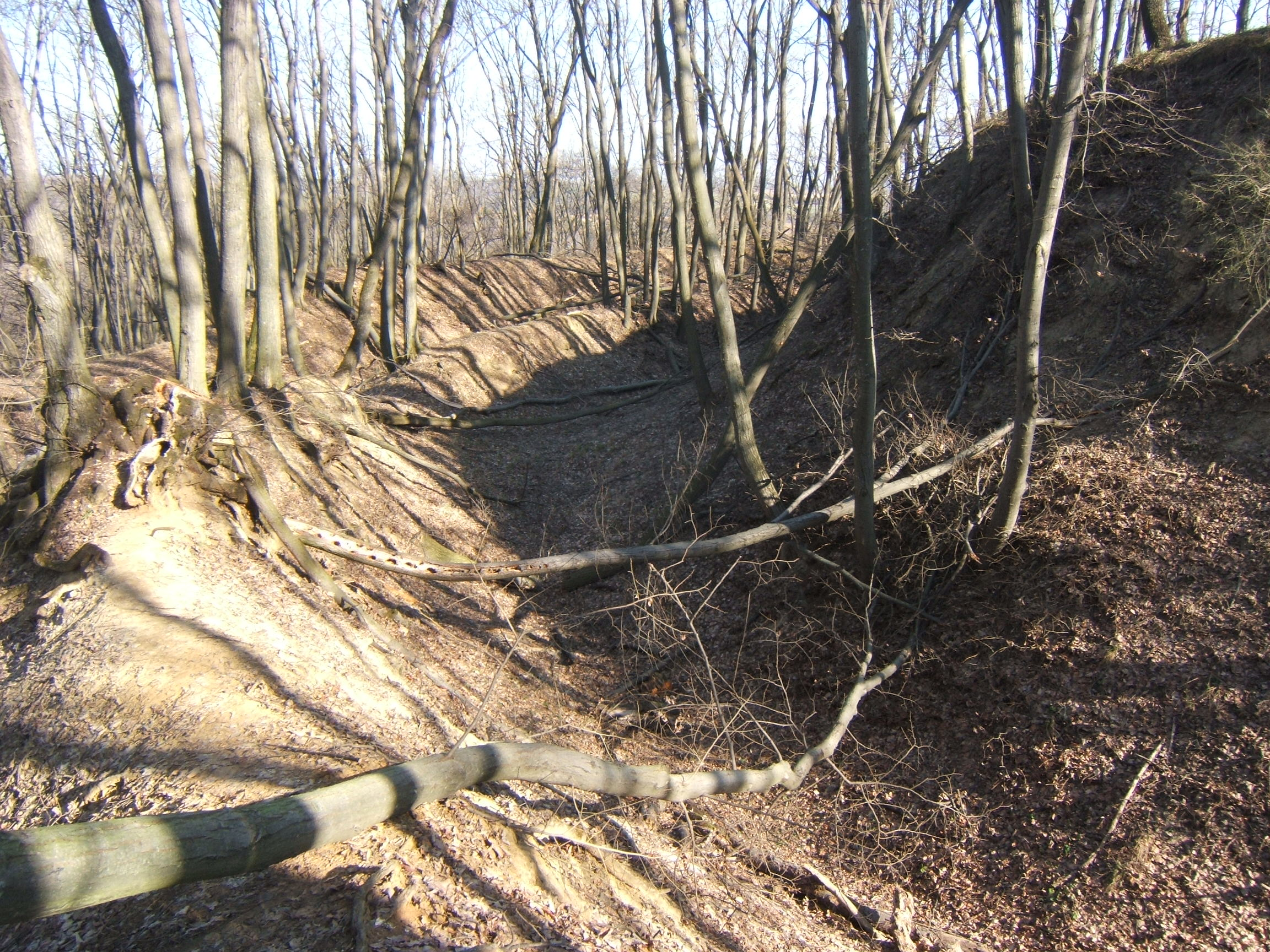
A kási vár